# Marina Militare
La Marina Militare (Marina Militar en català) és una de les quatre branques que componen les forces armades d'Itàlia. s'encarrega de la vigilància, la defensa i la custòdia de les aigües territorials italianes, i de les operacions navals en aigües internacionals. La Marina Militare és una de les forces navals més importants presents en el Mar Mediterrani gràcies al divers material amb què compten les seves forces com portaavions, fragates, submarins o vaixells d'assalt amfibi. El 2006 comptava amb 34.513 homes a les seves files.
Segons un estudi de 1999 i que podria estar ja obsolet per no haver actualitzat, la Marina Militare seria la 6a més poderosa del món, utilitzant com a criteris el tipus i el nombre d'unitats amb què comptava en l'esmentat any.

## Estructura
La Marina Militare es divideix al seu torn en 5 cossos :
- Armi navali (Armes navals)
- Geni navale (Enginyers de combat de l'armada)
- Commissariato militare marittimo (Intendència naval)
- Corpo sanitari (Cos sanitari de l'armada)
- Capitanerie di porto (Cos de guardacostes de l'armada)

## Història
La Marina Militare es va crear com a tal en 1946, després de la invasió d'Itàlia per part dels aliats durant la Segona Guerra Mundial que va alliberar el país del règim feixista i va propiciar la renovació de tots els seus òrgans polítics, judicials i militars. Entre les estructures militars que van ser renovades de cara al nou paper estratègic d'Itàlia en el món, i com a compliment dels tractats de pau que van posar punt final a la guerra, la Marina Militare va substituir a la Regia Marina en les seves funcions.
A causa de les compensacions de guerra exigides per les nacions vencedores i acceptades pel nou govern italià, l'armada italiana es va veure obligada a cedir permanentment gran part dels seus vaixells; incloent: 3 cuirassats, cinc creuers, set destructors, i vuit submarins. A més, li va ser prohibit construir o experimentar amb artefactes nuclears; posseir portaavions, cuirassats, submarins o vaixells d'assalt amfibi, i utilitzar bases militars permanents a les illes de Pantelleria, Pianosa i en l'Arxipèlag de les Illes Pelagie. Aquesta situació va fer que la Marina Militare tingués greus mancances de material bèl·lic i limitacions operatives en comparació amb les nacions veïnes.
Però el gir donat en el panorama internacional amb la creació del teló d'acer, que enfrontava les dues majors potències militars i econòmiques, va permetre que tant nord-americans com britànics donessin més importància a la Marina Militare com a força aliada de gran ajuda que es trobava en una àrea estratègica com ho era el Mar Mediterrani. Així Itàlia es va unir com a membre de l'OTAN el 1949, no podent exercir totes les tasques derivades pel fet de ser membre d'aquesta organització fins a 1951, quan totes les nacions occidentals vencedores de la Segona Guerra Mundial van acordar posar fi a part de les condicions de pau imposades a Itàlia i que limitaven la seva operativitat militar.
Dins de l'OTAN, van ser assignades a la Marina Militare tasques de control i vigilància al mar Adriàtic i en l'estret d'Otranto. Aquestes funcions van ser possibles gràcies a acords militars entre Itàlia i els EUA que continuen fins avui dia.

## Vaixells
Portaavions 2
- Cavour (550)
- Giuseppe Garibaldi (C 551)

Destructors 2
- Clase Durand de la Penne

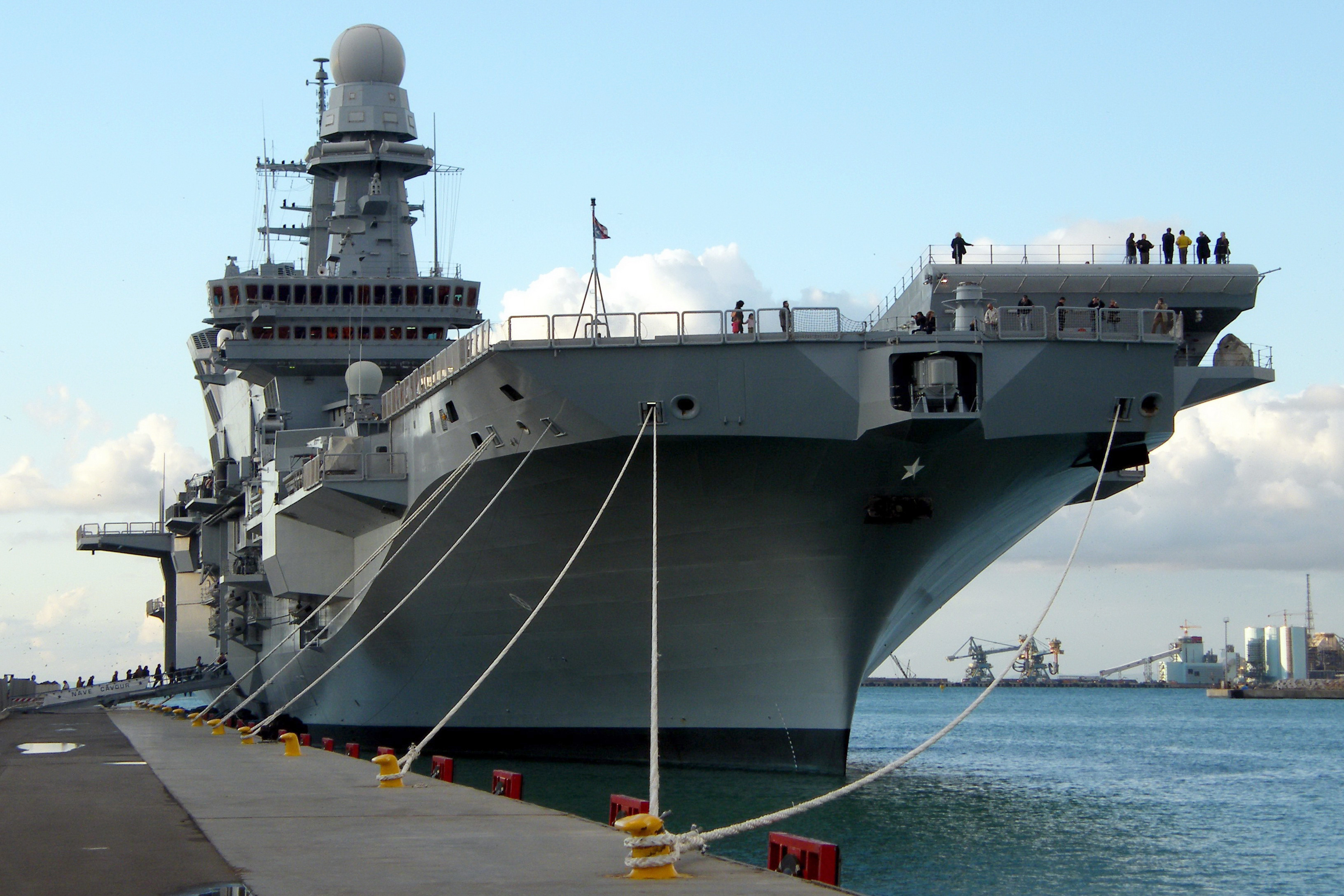
Portaavions Cavour

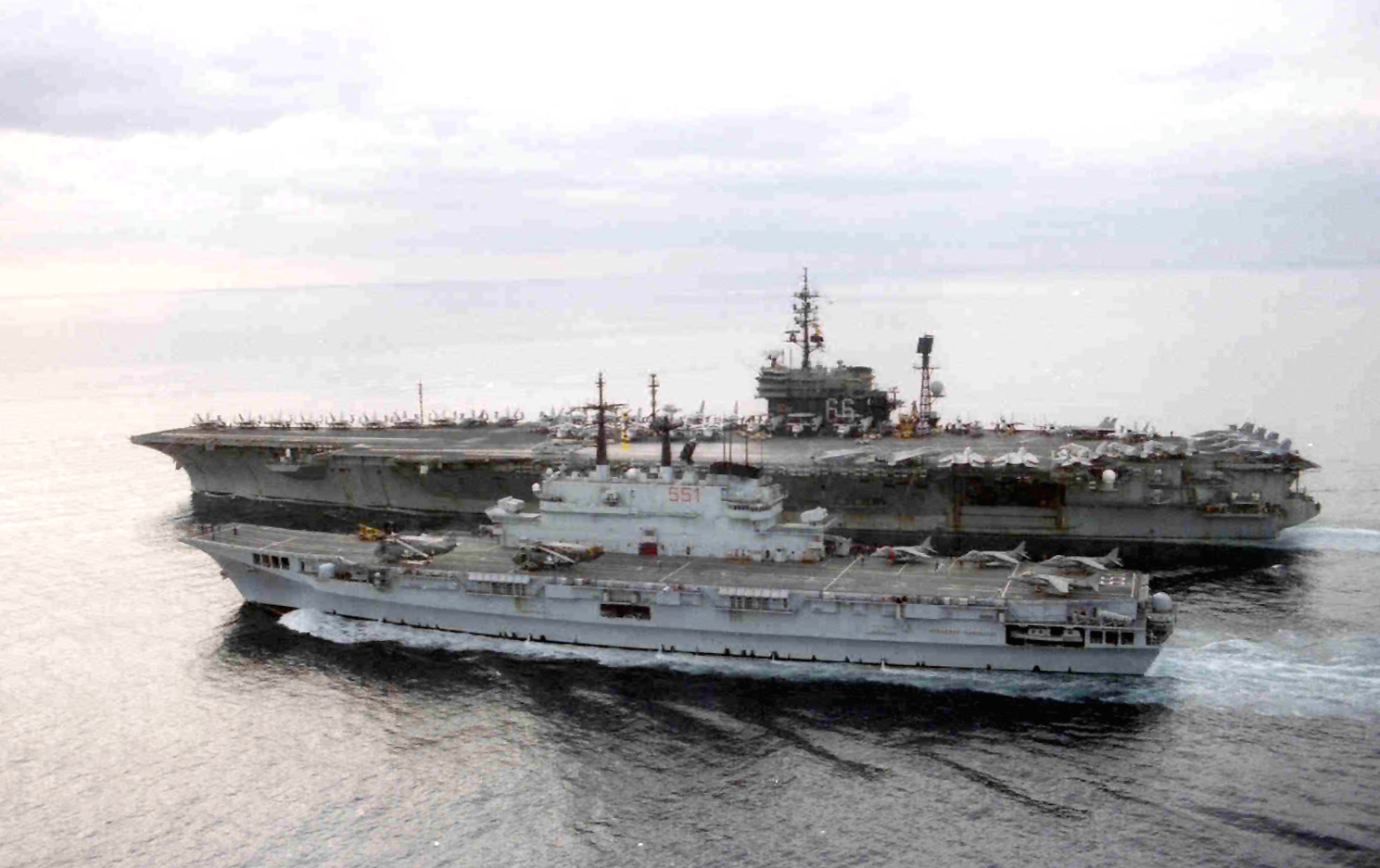
Portaavions Giuseppe Garibaldi, al costat del USS America

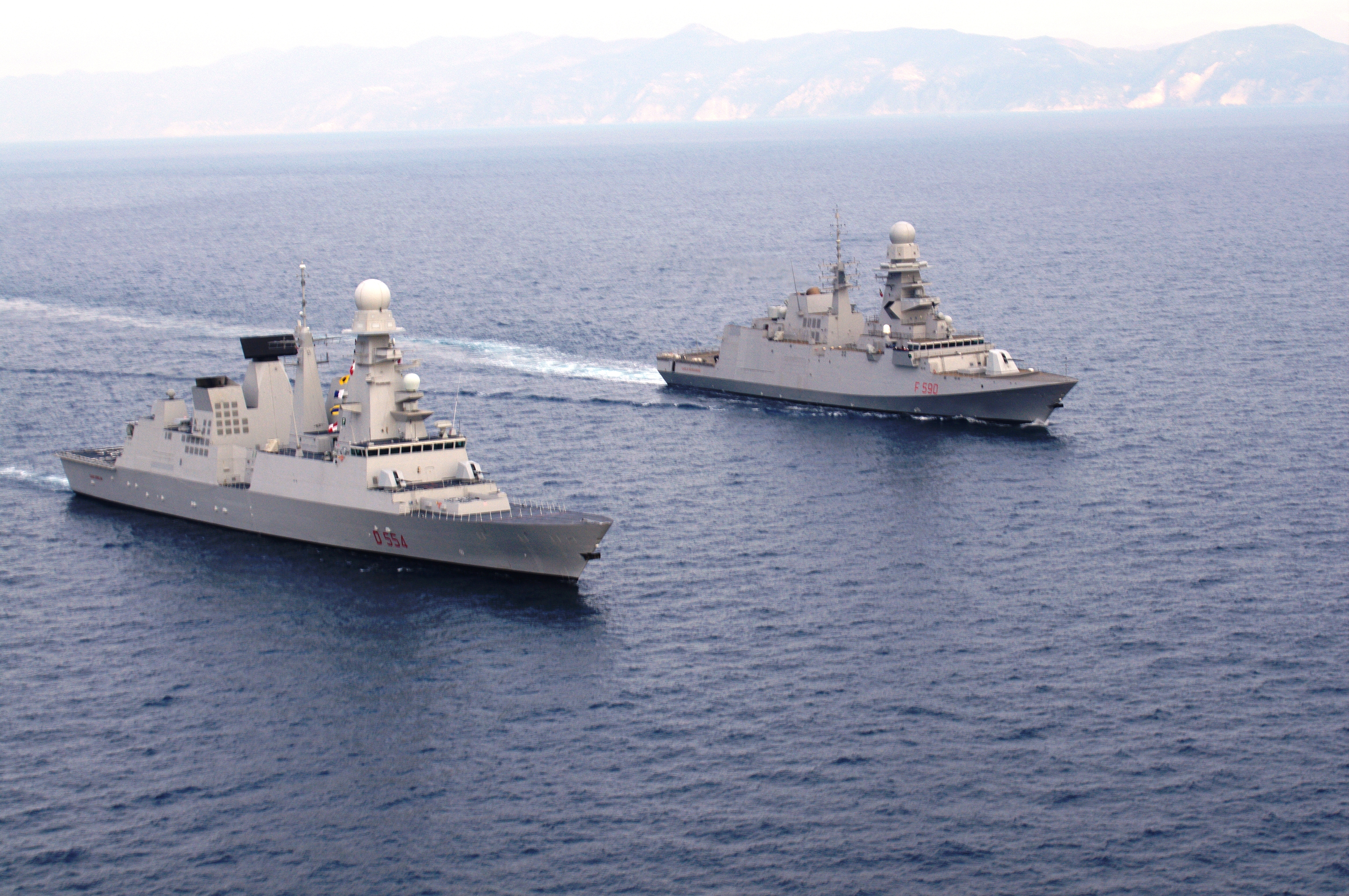
Destructor Caio Duilio, al costat de la fragata Bergamini

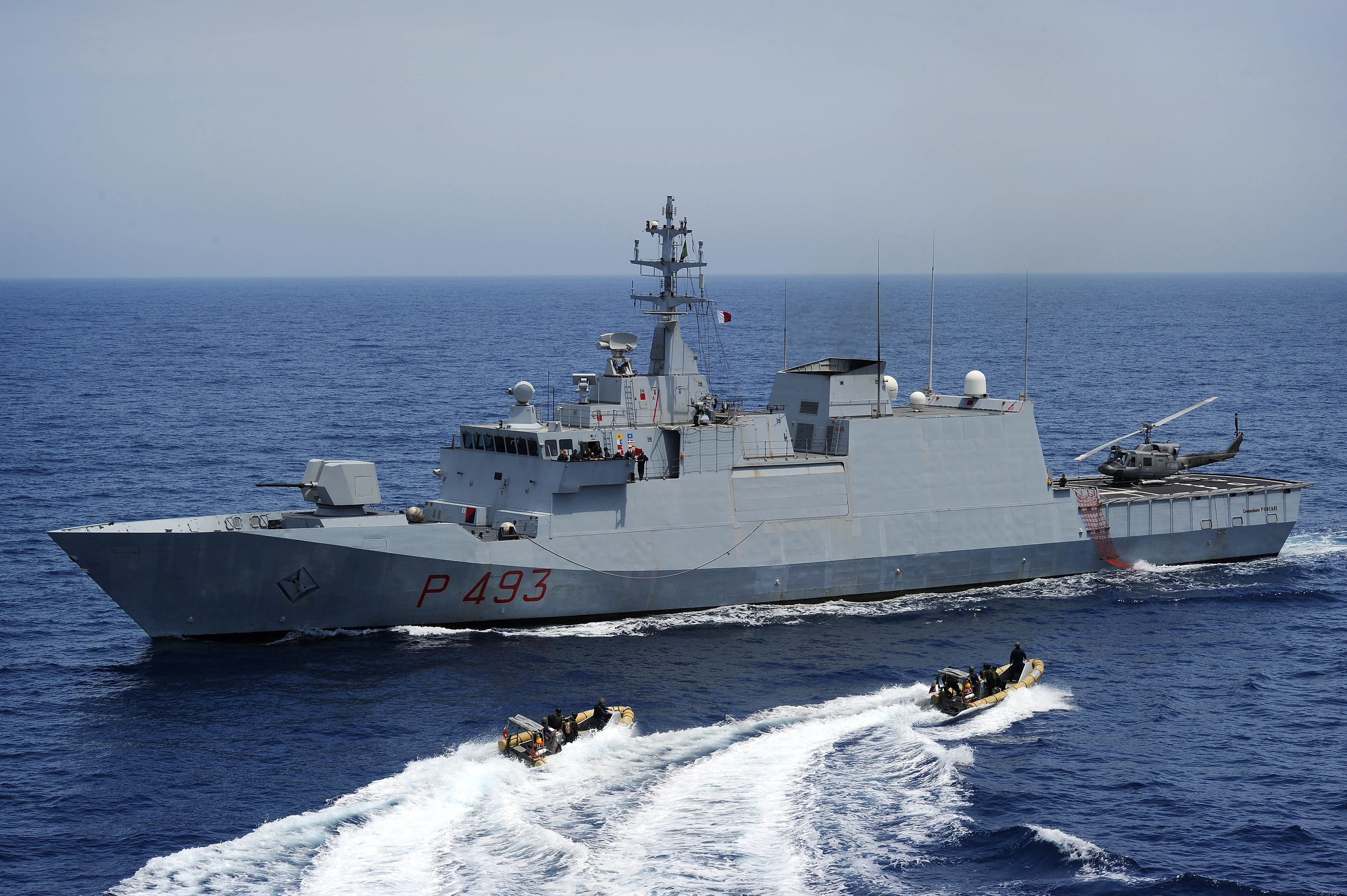
Patrullera Comandante Foscari

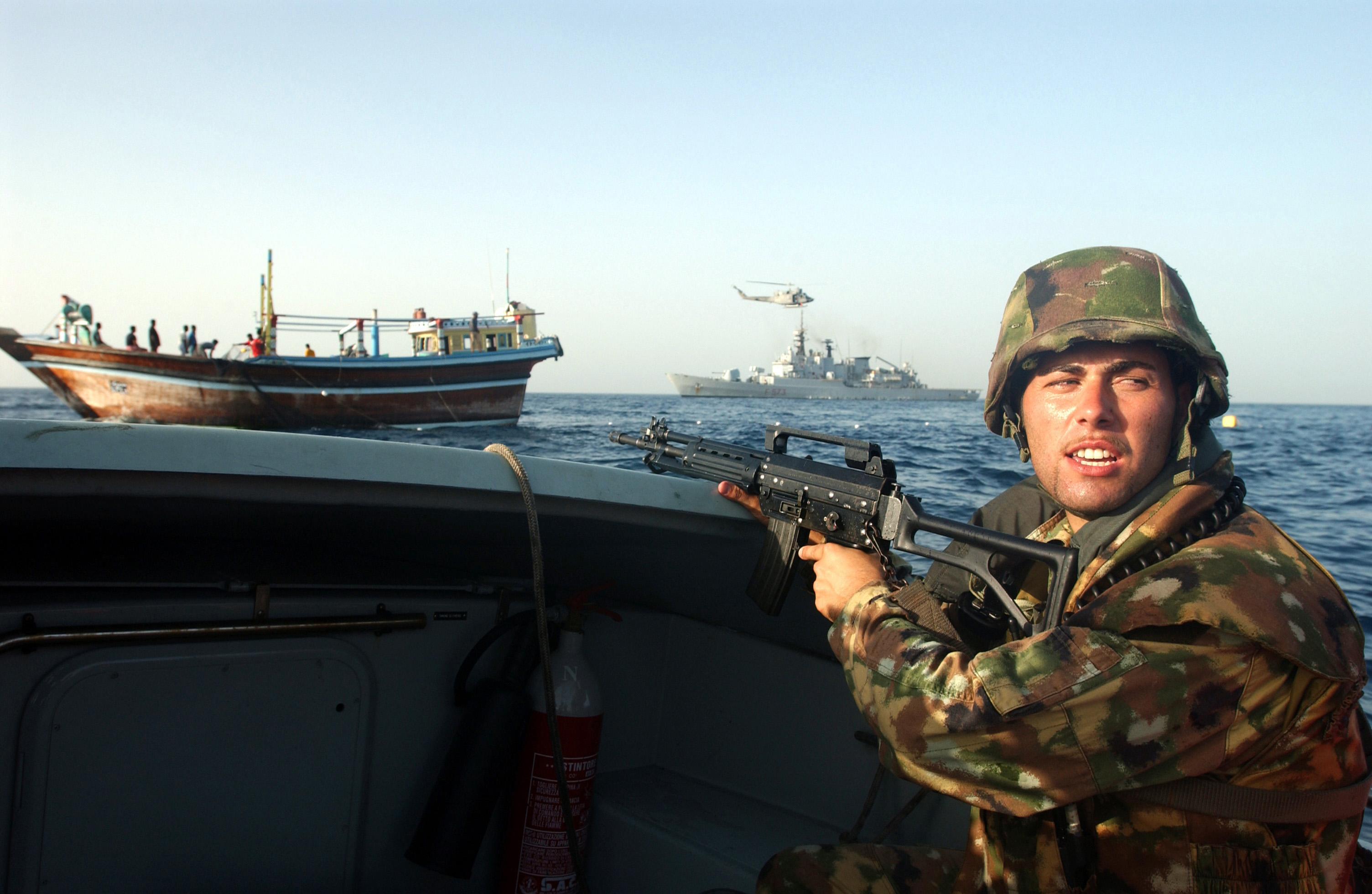
Un Infant de Marina italià.

  - Luigi Durand de la Penne (D-560)
  - Francesco Mimbelli (D-561)

Vaixell d'assalt anfibi 3
- Clase San Giorgio
  - San Giorgio (L-9892)
  - San Marco (L-9893)

- Clase San Giusto
  - San Giusto (L-9894)

Fragates 12
- Fragatas clase FREMM
  - Carlo Bergamini
  - Virginio Fasan
  - Carlo Margottini
  - Luigi Rizzo
  - Alpino
  - Carabiniere

- Clase Orizzonte
  - Andrea Doria (D-553)
  - Caio Duilio (D-554)

Patrulleras
- Clase Cassiopea
  - Cassiopea (P 401)
  - Libra (P 402)
  - Spica (P 403)
  - Vega (P 404)

- Clase Cassiopea 2
  - Sirio (P 409)
  - Orione (P 410)

- Clase Esploratore
  - Esploratore (P 405)
  - Sentinella (P 406)
  - Vedetta (P 407)
  - Staffetta (P 408)

- Clase Comandanti

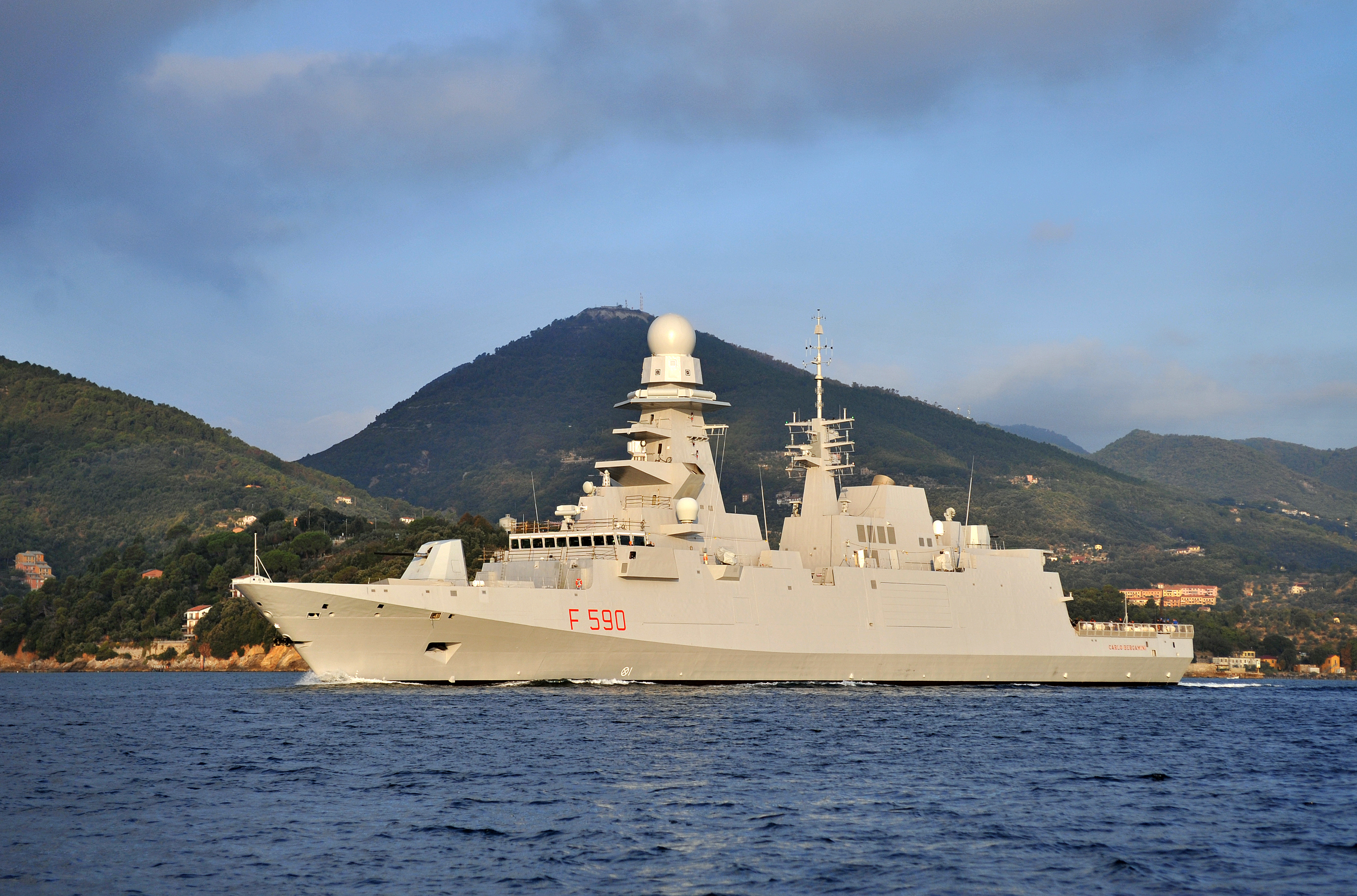
Fragata Multi-Missió.

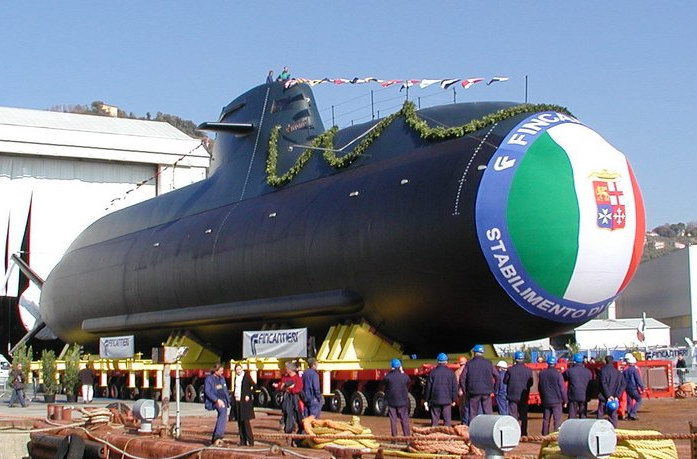
Submarí Salvatore Todaro

- - Comandante Cigala Fulgosi (P 490)
  - Comandante Borsini (P 491)
  - Comandante Bettica (P 492)
  - Comandante Foscari (P 493)

Dragamines
- Clase Lerici - 1^ series
  - Lerici (M 5550)
  - Sapri (M 5551)
  - Milazzo (M 5552)
  - Vieste (M 5553)

- Clase Lerici – 2^ series
  - Gaeta (M 5554)
  - Termoli (M 5555)
  - Alghero (M 5556)
  - Numana (M 5557)
  - Crotone (M 5558)
  - Viareggio (M 5559)
  - Chioggia (M 5560)
  - Rimini (M 5561)

Submaríns 7
- Clase U212A
  - C.te Salvatore Todaro (S 526)
  - Sciré (S 527)

- Clase Sauro IV
  - Primo Longobardo (S 524)
  - Gianfranco Gazzana Priaroggia (S 525)

- Clase Sauro III
  - Salvatore Pelosi (S 522)
  - Giuliano Prini (S 523)
  - Leonardo Da Vinci (S 524)

Vaixell escola 2
- Clase Vespucci
  - Amerigo Vespucci (A 5312)

- Clase Palinuro
  - Palinuro (A 5311)

## Infanteria de Marina
El Regiment "San Marco", juntament amb el Regiment "Carlotto", i el grup de llanxes, format l'1 de març de 2013, és la força de desembarcament de l'Armada italiana, juntament amb el Regiment "Serenissima" de l'exèrcit italià, forma el component amfibi de les forces armades italianes. La Brigada Marina "Sant Marco" es va fundar, sobre la base de 2 regiments d'Infanteria de marina i el grup de llanxes de desembarcament integrat en la força de projecció naval.
Els seus orígens es remunten al Regiment reial de vaixells del Regne de Sardenya. Una brigada d'infants de marina va ser desplegada durant la Primera Guerra Mundial a les files del tercer Exèrcit italià, i diverses bateries costaneres, amb el suport de la Infanteria de marina. La Brigada es va establir, perquè els infants de marina fossin desplegats durant la guerra. Es va desplegar el batalló de logística del regiment "Carlotto", i es va integrar amb el Regiment "Sant Marc", de la força de Desembarcament de l'Armada.
La brigada d'infanteria de marina "San Marco", té una força de 2 regiments, un destinat a operar en contextos operacionals, amfibis i terrestres, a l'abordatge de vaixells sospitosos, i al control del trànsit de mercaderies, i un segon regiment amb la tasca de formació i defensa de les instal·lacions i bases navals de l'Armada.

## Aeronaus
Avions i helicòpters són també utilitzats per la Marina Italiana per a diversos propòsits, com el transport o la lluita antisubmarina, i operen tant des de bases en terra com des navilis dotats amb plataforma per preses aèries, com el portaavions. Les aeronaus que figuren en l'inventari són:
- Sikorsky S-61 Sigui King, 18 unitats. Helicòpter polivalent fabricat sota llicència nord-americana a Itàlia.
- AgustaWestland EH101, 20 unitats. Helicòpter naval d'origen italo-britànic.
- Bell 212, 40 unitats. Helicòpter polivalent nord-americà, amb versions especialitzades en la lluita antisubmarina. (AB 212ASW)
- British Aerospace Harrier II, 17 unitats. Caça polivalent d'enlairament vertical VTOL.
- Piaggio P180 Avanti, 3 unitats. Avió d'enllaç de fabricació i disseny italià.
- Breguet Br.1150 Atlantique, avió de reconeixement d'origen francès amb capacitat de portar armament. 5 unitats.

## En el futur
La marina militar italiana té diversos projectes en fase de desenvolupament i producció amb l'objecte de modernitzar la seva flota. La càrrega de treball se centra principalment en les drassanes italians de la Spezia i en els alemanys de Kiel (submarins) amb les següents unitats:
- 2 destructors classe Orizzonte (Horizon denominació OTAN), desenvolupats conjuntament amb França i amb gran capacitat antiaèria.
- 1 portahelicópters per operacions amfíbies (LHD) amb més de 20.000 tm de desplaçament.
- 2 submarins model O-212A, classe Salvatore Todaro, de disseny alemany.
- 10 fragates FREMM dissenyades conjuntament amb França per reemplaçar a les classe Lupo i Maestrale.
- 22 avions nord-americans STOVL Lockheed Martin F-35 Lightning II per reemplaçar als British Aerospace Harrier II.

## Estructura de rang
Les insígnies de rang de la Marina Italiana es llueixen en espatlleres a la camisa i amb la jaqueta blanca, i a la bocamàniga a la guerrera i a l'abric.

### Oficials
| Jerarquia dels rangs navals italians | Jerarquia dels rangs navals italians | Jerarquia dels rangs navals italians | Jerarquia dels rangs navals italians | Jerarquia dels rangs navals italians | Jerarquia dels rangs navals italians | Jerarquia dels rangs navals italians | Jerarquia dels rangs navals italians | Jerarquia dels rangs navals italians | Jerarquia dels rangs navals italians | Jerarquia dels rangs navals italians | Jerarquia dels rangs navals italians | Jerarquia dels rangs navals italians | Jerarquia dels rangs navals italians | Jerarquia dels rangs navals italians |
| Categoria | Almiralls                            | Almiralls                            | Almiralls                            | Almiralls                            | Almiralls                            | Oficials superiors                   | Oficials superiors                   | Oficials superiors                   | Oficials inferiors                   | Oficials inferiors                   | Oficials inferiors                   | Oficials inferiors                   | Cadets Navals OF(D)                  |                                      |
| Codi OTAN | OF-10                                | OF-9                                 | OF-8                                 | OF-7                                 | OF-6                                 | OF-5                                 | OF-4                                 | OF-3                                 | OF-2                                 | OF-2                                 | Oficials subalterns OF-1             | Oficials subalterns OF-1             | Cadets Navals OF(D)                  |                                      |
| --- | ------------------------------------ | ------------------------------------ | ------------------------------------ | ------------------------------------ | ------------------------------------ | ------------------------------------ | ------------------------------------ | ------------------------------------ | ------------------------------------ | ------------------------------------ | ------------------------------------ | ------------------------------------ | ------------------------------------ | ------------------------------------ |
| uniforme d'estiu (espatllera) | Almirall                             | Almirall d'esquadró                  | Almirall d'esquadró                  | Almirall de divisió                  | Contraalmirall                       | Capità de navili                     | Capità de fragata                    | Capità de corveta                    | Primer tinent de navili              | Tinent de navili                     | Sotstinent de navili                 | Guardamarina                         | Guardamarina aspirant                |                                      |
| uniforme d'hivern (bocamàniga) | Almirall                             | Almirall d'esquadró                  | Almirall d'esquadró                  | Almirall de divisió                  | Contraalmirall                       | Capità de navili                     | Capità de fragata                    | Capità de corveta                    | Primer tinent de navili              | Tinent de navili                     | Sotstinent de navili                 | Guardamarina                         | Guardamarina aspirant                |                                      |
| Nom del rang en italià | ammiraglio¹                          | ammiraglio di squadra (i.s.)²        | ammiraglio di squadra                | ammiraglio di divisione              | contrammiraglio                      | capitano di vascello                 | capitano di fregata                  | capitano di corvetta                 | primo tenente di vascello            | tenente di vascello                  | sottotenente di vascello             | guardiamarina                        | aspirante guardiamarina              |                                      |
| Traducció | almirall                             | almirall d'esquadró                  | almirall d'esquadró                  | almirall de divisió                  | contraalmirall                       | capità de navili                     | capità de fragata                    | capità de corveta                    | primer tinent de navili              | tinent de navili                     | sotstinent de navili                 | guardiamarina                        | guardamarina aspirant                |                                      |
| Notes: ¹ El rang de "ammiraglio" només és assignat a l'oficial promogut a cap de l'estat major de la defensa. ² El rang de "ammiraglio di squadra con incarichi speciali" és assignat a l'oficial naval promogut a cap de l'estat major naval i/o com a secretari de defensa. |                                      |                                      |                                      |                                      |                                      |                                      |                                      |                                      |                                      |                                      |                                      |                                      |                                      |                                      |

### Sots-oficials i marineria
| sots-cap escollit de primera classe | sots-cap escollit de primera classe | sots-cap de segona classe | sots-cap de tercera classe |

| sottocapo di 1ª classe scelto escollit sots-cap de 1a classe | sottocapo di 1ª classe sots-cap de 1a classe | sottocapo di 2ª classe sots-cap de 2a classe | sottocapo di 3ª classe sots-cap de 3a classe |

## Tradicions

### La bandera naval

Bandera naval d'Itàlia

El Pavelló nacional de la Marina d'Itàlia és la tricolore italiana amb l'escut quarterat de la Marina Militar. Els quarts fan referència a les quatre talassocràcies italianes medievals, les Repúbliques Marítimes:
- el 1r quart: sobre un camp vermell, un lleó alat daurat (el Lleó de Sant Marc) empunyant una espasa (per la República de Venècia)
- el 2n quart: sobre un camp blanc, una creu vermella (per la República de Gènova)
- el 3r quart: sobre un camp blau, una creu blanca (per la República Marinera d'Amalfi)
- el 4t quart: sobre un camp vermell, una creu blanca (per la República de Pisa)[1]

L'escut té una corona daurada, on es veuen vaixells militars i mercants: la corona, "corona rostrata", va ser proposada el 1939 per l'almirall Domenico Cavagnari al govern, com un reconeixement que la Regia Marina tenia els seus orígens en la marina romana. A la proposta, l'almirall Cavagnari va escriure que «per tal de recordar l'origen de la marineria romana, la insígnia estarà coronada per una corona amb rostra, l'emblema d'honor i valor que el Senat romà atorgava als líders de les victòries navals, els conqueridors de terres i ciutats arreu dels mars.».
La proposta, a més, recordava l'antiga tradició marinera italiana: Cavagnari senyalà les quatre repúbliques marineres de manera que representessin el nord, el centre i el sud del país. L'escut, aprovat mitjançant reial decret el 1941, contenia a més l'escut de la dinastia Savoia i dos feixos romans. Amb la proclamació de la República la bandera de la Marina, sense l'escut dels Savoia, coincidia amb la bandera italiana, la qual va ser emprada com a ensenya naval fins al 9 de novembre de 1947, quan mitjançant el decret legislatiu 1035 s'adoptà la nova ensenya. El 29 de novembre de 1947, el cap provisional de l'Estat Enrico De Nicola aprovà la modificació de l'escut amb la intenció de ser el més original possible als símbols de les quatre repúbliques marineres.
A la proa dels vaixells apareix l'estel d'Itàlia.
Una curiositat és que el lleó de Sant Marc, que simbolitza la República de Venècia, no té l'Evangeli a la pota (com succeeix en la bandera civil, on el llibre està obert i hi apareix la inscripció "Pax tibi Marce, evangelista meus" (Pau a tu, Marc, el meu Evangelista), sinó que porta una espasa. Aquesta imatge és consistent amb la tradició pictòrica de la història veneciana, on el llibre està obert durant el temps de pau i tancat durant el de guerra.

### La bandera d'arma

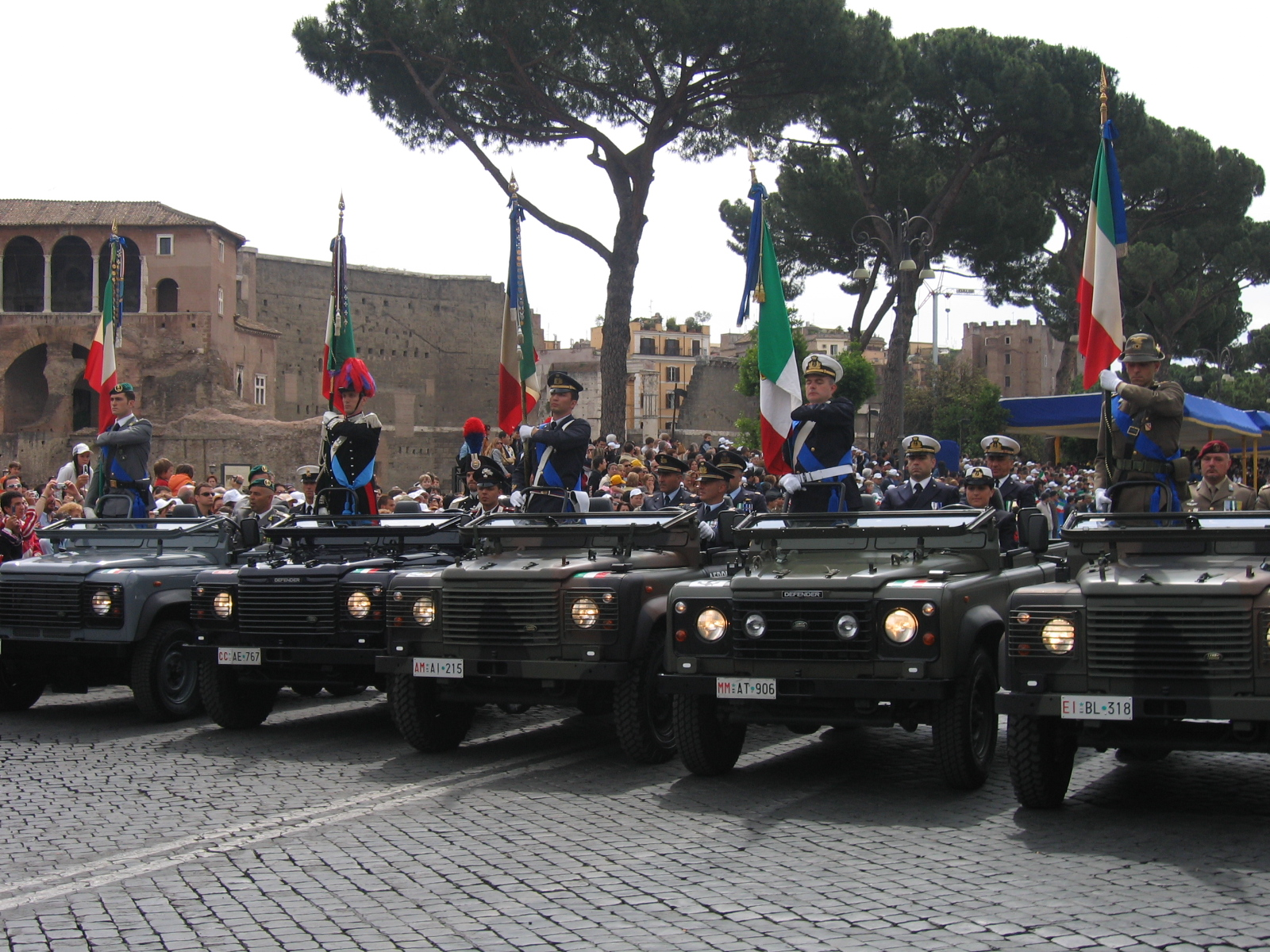
Banderes de guerra de les Forces armades italianes i de la Guàrdia de Finances desfilant per la Festa de la República. La bandera de la Marina Militar és la segona per la dreta

La Bandera d'arma de la Marina va ser concedida a les forces de la Regia Marina, mitjançant Reial Decret 708 del 12 de maig de 1939.En finalitzar la Segona Guerra Mundial, la bandera canvià el nom pel de "Bandera d'Arma de la Marina Militar" (Bandiera d'Arma della Marina Militare). Actualment es troba a l'Estat Major de la Marina i està a les instal·lacions de Santa Rosa de Roma, seu del Comandament en Cap de l'Esquadra Naval (CINCNAV).
La bandera ha rebut diverses condecoracions. Entre les més significatives estan dues Medalles d'Or al Valor Militar atorgades al Cos de Desembarcament de la Regia Marina per les ocupacions de Tripolitània i Cirenaica el 1911 i a la Regia Marina per les contribucions fetes durant la Segona Guerra Mundial.
Les condecoracions més recents són la creu de cavaller de l'orde militar d'Itàlia (1997) per la lluita contra la criminalitat i pel suport per la normalització d'Albània.
L'elenc complet és:
 1 Creu de cavaller de l'orde militar de Savoia;
 3 Creus de cavaller de l'orde militar d'Itàlia;
 2 Medalles d'or al valor militar;
 1 Medalla de plata al valor militar;
 1 Medalla d'or pel mèrit en la salut pública.

### Festa de la Marina Militar
La Festa de la Marina Militare va ser formalment instituïda el 13 de març de 1939: el dia en que se celebraria, el 10 de juny, va ser escollit en record de l'empresa de Premuda, en la que el comandant Luigi Rizzo amb dues MAS enfonsà el cuirassat austríac Szent István.
Abans d'aquesta data (i també entre el 1950 i el 1963) la Festa de la Marina va ser celebrada el 4 de desembre, el dia dedicat a la patrona de la Marina Militare, Bàrbara de Nicomèdia. El cap de l'estat major de la marina Ernesto Giuriati va aconseguir convèncer el ministre de defensa Giulio Andreotti a retornar la jornada de celebració a la data més significativa del 10 de juny. Entre 1945 i 1949 no es realitzà la commemoració.
Pel que fa al patronatge de Santa Bàrbara, aquesta va ser confirmada patrona de la Marina pel papa Pius XII amb el breu pontifici del 4 de desembre de 1951. La santa va ser escollida en particular perquè significava la serenitat del sacrifici davant d'un perill inevitable.

### La pregària del mariner
A la tradició de la Marina Militare la pregària del mariner és el text que es llegeix a bord dels navilis al mar, sigui en el curs de la cerimònia de l'arriada de bandera al finalitzar la missa; la pregària és llegida per l'oficial més jove a bord; a terra és llegit en finalitzar les funcions religioses celebrades en sufragi dels mariners morts.
El text de la pregària fa ser compost per l'escriptor Antonio Fogazzaro el 1901 a demanda del bisbe de Cremona Geremia Bonomelli i va ser recitat per primera vegada el març d'aquell any a bord del creuer Giuseppe Garibaldi, que en aquell moment es trobava sota el comandament del capità de navili Cesari Agnelli; la lectura de la pregària va fer-se obligatòria a partir del 1909 després de la ràpida difusió de la tradició.

### Banda de la Marina Militar
El Cos Musical de la Marina Militar ( Corpo Musicale della Marina Militare ) va ser constituït el 1870 a La Spezia i és una de les bandes militars italianes més antigues. A partir del 1965 va ser traslladada a Tàrent i després a Roma, on actualment es troba.
Els seus 102 músics, dirigits per un capità de fragata, porten a terme les seves funcions, tant dins del país com a l'estranger.